# Sanderum Boldklub
Sanderum Boldklub (SB) er en fodboldklub i Sanderum sydvest for Odense. 
Sanderum Boldklub blev stiftet den 24. maj 1935, og klubhuset blev i 1984-85 udbygget til sin nuværende form og er således delvist ejet af Odense Kommune. 
SBs hjemmekampe bliver spillet på Vestfalen Stadion, som er opkaldt efter Bundesliga-klubben Dortmunds hjemmebane Westfalenstadion. Grunden til opkaldelsen er, at stadion ligger vest for vejen Falen. 
I 2016 fik SB egen kunstgræsbane. 